# Brittiska Jungfruöarna i olympiska sommarspelen 1996
Brittiska Jungfruöarna deltog i de olympiska sommarspelen 1996 med en trupp bestående av sju deltagare, men ingen av landets deltagare erövrade någon medalj.

## Friidrott
Herrarnas 800 meter
- Greg Rhymer

Herrarnas 4 x 100 meter stafett
- Mario Todman, Keita Cline, Willis Todman och Ralston Varlack
  - Heat — → gick inte vidare

Herrarnas 4 x 400 meter stafett
- Mario Todman, Steve Augustine, Greg Rhymer och Ralston Varlack
  - Heat — 3:17,30 (→ gick inte vidare)

Herrarnas längdhopp
- Keita Cline
  - Kval — 7,26m (→ gick inte vidare)

## Segling
| Laser Placering | Styrman (land)     | Lopp I    | Lopp I | Lopp II   | Lopp II | Lopp III  | Lopp III | Lopp IV   | Lopp IV | Lopp V    | Lopp V | Lopp VI   | Lopp VI | Lopp VII  | Lopp VII | Lopp VIII | Lopp VIII | Lopp IX   | Lopp IX | Lopp X    | Lopp X | Lopp XI   | Lopp XI | Totalt Poäng | Totalt -1 |
| Laser Placering | Styrman (land)     | Placering | Poäng  | Placering | Poäng   | Placering | Poäng    | Placering | Poäng   | Placering | Poäng  | Placering | Poäng   | Placering | Poäng    | Placering | Poäng     | Placering | Poäng   | Placering | Poäng  | Placering | Poäng   | Totalt Poäng | Totalt -1 |
| --------------- | ------------------ | --------- | ------ | --------- | ------- | --------- | -------- | --------- | ------- | --------- | ------ | --------- | ------- | --------- | -------- | --------- | --------- | --------- | ------- | --------- | ------ | --------- | ------- | ------------ | --------- |
| 25              | Robert Hirst (IVB) | 39        | 39.0   | 19        | 19.0    | 29        | 29.0     | 17        | 17.0    | 31        | 31.0   | 25        | 25.0    | 32        | 32.0     | 9         | 9.0       | 20        | 20.0    | 30        | 30.0   | 12        | 12.0    | 263.0        | 192.0     |